# Costantino Ferri
Costantino Ferri (Caprarola, 19 agosto 1894  – Roma, 16 ottobre 1960) è stato un compositore e direttore d'orchestra italiano.

## Biografia
Dal 1932 al 1959 è compositore di colonne sonore sia per film italiani che per le edizioni italiane di film stranieri (La figlia di Zorro, Fate largo ai moschettieri! e L'ultimo agguato). Compose inoltre canzoni (tra le quali Barcarola, cantata da Galliano Masini), brani musicali per banda ed inni. Era nipote di Lorenzo Perosi.

## Filmografia
- Venere, regia di Nicola Fausto Neroni (1932)
- Stella del mare, regia di Corrado D'Errico (1938)
- Tutta la vita in una notte, regia di Corrado D'Errico (1939)
- Diamanti, regia di Corrado D'Errico (1939)
- Traversata nera, regia di Domenico Gambino (1939)
- I figli della notte, regia di Benito Perojo ed Aldo Vergano (1939)
- L'eredità in corsa, regia di Oreste Biancoli (1939)
- Gli ultimi della strada, regia di Domenico Paolella (1939)
- Il segreto di Villa Paradiso, regia di Domenico Gambino (1940)
- Arditi civili, regia di Domenico Gambino (1940)
- Vento di milioni, regia di Dino Falconi (1940)
- L'ispettore Vargas, regia di Gianni Franciolini (1940)
- Idillio a Budapest, regia di Giorgio Ansoldi e Gabriele Varriale (1941)
- Fra Diavolo, regia di Luigi Zampa (1942)
- Anime in tumulto, regia di Giulio Del Torre (1942)
- Il treno crociato, regia di Carlo Campogalliani (1943)
- Giorni di gloria, regia di Giuseppe De Santis, Marcello Pagliero e Mario Serandrei (1945)
- Il corriere di ferro, regia di Francesco Zavatta (1947)
- L'ultimo sciuscià, regia di Gibba (1948) – cortometraggio
- Tragico ritorno, regia di Pier Luigi Faraldo (1952)
- La muta di Portici, regia di Giorgio Ansoldi (1952)
- Giovinezza, regia di Giorgio Pàstina (1952)
- La figlia del forzato, regia di Gaetano Amata (1954)
- Tam Tam nell'oltre Giuba, regia di Carlo Sandri (1954)
- Ritrovarsi all'alba, regia di Adolfo Pizzi (1955)
- Sotto la croce del sud, regia di Adriano Zancanella (1957)
- Zoras il ribelle (Diez fusiles esperan), regia di José Luis Saenz de Heredia (1959)